# Hamptjärnen (Bygdeå socken, Västerbotten, 711281-174663)
Hamptjärnen är en sjö i Robertsfors kommun i Västerbotten och ingår i Dalkarlsåns huvudavrinningsområde. Sjön har en area på 0,04 kvadratkilometer och ligger 31 meter över havet.

## Delavrinningsområde
Hamptjärnen ingår i det delavrinningsområde (711242-174626) som SMHI kallar för Vid mätstation Dalkarlså. Medelhöjden är 25 meter över havet och ytan är 1,84 kvadratkilometer. Räknas de 22 avrinningsområdena uppströms in blir den ackumulerade arean 250,82 kvadratkilometer. Avrinningsområdets utflöde Dalkarlsån mynnar i havet. Avrinningsområdet består mestadels av skog (57 procent), öppen mark (21 procent) och jordbruk (15 procent). Avrinningsområdet har 0,04 kvadratkilometer vattenytor vilket ger det en sjöprocent på 2,1 procent.